# VfB Gaggenau
Verein für Bewegungsspiel Gaggenau 2001 e.V. é uma agremiação esportiva alemã, fundada a 27 de julho de 1911, sediada em Gaggenau, no estado de Baden-Württemberg.

## História
Após a Segunda Guerra Mundial todos os clubes desportivos do país foram desmantelados pelas autoridades aliadas de ocupação como parte do processo de desnazificação. A equipe foi restabelecida, em 1946, como Sportverein Gaggenau, que incluiu as ex-associações VfB, Gaggenau Turnerbund e Ski-Club Gaggenau. O time foi rebatizado VfB Gaggenau a 5 de agosto de 1950.
O VfB atuou em nível local antes da guerra, chegando a integrar a Südpokal regional (Copa do Sul da Alemanha) em 1922. Após o conflito, passou a fazer parte da Amateurliga Südbaden (III), em 1955, e com exceção de um segundo lugar, em 1960, e um terceiro lugar em 1963, ficou na parte baixa da tabela.
O time foi relegado, em 1966, não retornando à Amateurliga até 1977. Sofreu o descenso à Verbandsliga Südbaden (IV) por meio de reestruturação da liga na temporada seguinte, ganhando a vaga à Amateuroberliga Baden-Württemberg (IV), ao conquistar o título da divisão em 1979. Contudo, sua temporada na Amateuroberliga foi curta. A equipe não voltaria a esse módulo até 1986.
Na temporada 1994-1995, a Amateuroberliga tornou-se Oberliga Baden-Württemberg (IV). O VfB por pouco não foi rebaixado naquele ano, o GSV Maichingen cairia em seu lugar de forma voluntária, mas o time não escaparia do descenso na temporada seguinte.
O VfB fez várias aparições nos anos de 1976, 1980, 1981, 1990, 1994 e 1996 na fase preliminar da DFB Pokal, a Copa da Alemanha, sempre eliminado na primeira fase.
O clube foi à falência na virada do milênio. Abandonou a disputa da Verbandsliga na temporada 2000-2001, depois de ter jogado 20 de 30 rodadas, mas foi restabelecido a 17 de abril de 2001, reiniciando sua caminhada no nível nove, a Kreisliga B. A equipe conquistou o título da Bezirksliga Baden-Baden, em 2009, ascendendo à  Landesliga 1 Südbaden (VII), na qual terminou em segundo lugar na temporada 2010-2011.

## Títulos
- Verbandsliga Südbaden Campeão: 1979, 1986;
- Bezirksliga Baden-Baden Campeão: 2009;
- Kreisliga A Baden-Baden Nord Campeão: 2007;
- Kreisliga B Baden-Baden 4 Campeão: 2006;
- South Baden Cup Campeão: 1980, 1989, 1993, 1995;

## Cronologia recente
A recente performance do clube:
| Temporada | Divisão                      | Módulo | Posição |
| 1999–2000 | Verbandsliga Südbaden        | V      | 12ª     |
| 2000–01   | Verbandsliga Südbaden        | V      | 16ª ↓   |
| 2001–02   |                              |        |         |
| 2002–03   |                              |        |         |
| 2003–04   | Kreisliga B Baden-Baden 4    | IX     | 3ª      |
| 2004–05   | Kreisliga B Baden-Baden 4    | IX     | 3ª      |
| 2005–06   | Kreisliga B Baden-Baden 4    | IX     | 1ª ↑    |
| 2006–07   | Kreisliga A Baden-Baden Nord | VIII   | 1ª ↑    |
| 2007–08   | Bezirksliga Baden-Baden      | VII    | 7ª      |
| 2008–09   | Bezirksliga Baden-Baden      | VIII   | 1ª ↑    |
| 2009–10   | Landesliga Südbaden 1        | VII    | 4ª      |
| 2010–11   | Landesliga Südbaden 1        | VII    | 2ª      |
| 2011–12   | Landesliga Südbaden 1        | VII    | 12ª     |
| 2012–13   | Landesliga Südbaden 1        | VII    | 9ª      |